# Дресвянка (приток Балыксу)
Дресвянка — река в России, протекает по Аскизскому району Республики Хакасия. Устье реки находится в 29 км от устья реки Балыксу по левому берегу. Длина реки составляет 10 км.

## Данные водного реестра
По данным государственного водного реестра России относится к Верхнеобскому бассейновому округу, водохозяйственный участок реки — Томь от истока до города Новокузнецк, без реки Кондома, речной подбассейн реки — Томь. Речной бассейн реки — (Верхняя) Обь до впадения Иртыша.
Код объекта в государственном водном реестре — 13010300212115200007498.